# Euchalcia albavitta
Euchalcia albavitta är en fjärilsart som beskrevs av Ottolengui 1902. Euchalcia albavitta ingår i släktet Euchalcia och familjen nattflyn. Inga underarter finns listade i Catalogue of Life.